# Vaterpolo na OI 2004.

## Muškarci
Na OI 2004. u Ateni u Grčkoj, konačna ljestvica na vaterpolskom turniru je bila sljedeća:
| Odličje | Reprezentacija     | Sastav |
| zlato   | Mađarska           | Tibor Benedek, Péter Biros, Rajmund Fodor, István Gergely, Tamás Kásás, Gergely Kiss, Norbert Madaras, Tamás Molnár, Ádám Steinmetz, Barnabás Steinmetz, Zoltán Szécsi, Tamás Varga, Attila Vári                          |
| srebro  | Srbija i Crna Gora | Aleksandar Ćirić, Vladimir Gojković, Danilo Ikodinović, Viktor Jelenić, Predrag Jokić, Nikola Kuljaca, Slobodan Nikić, Aleksandar Šapić, Dejan Savić, Denis Šefik, Petar Trbojević, Vanja Udovičić, Vladimir Vujasinović  |
| bronca  | Rusija             | Roman Balašov, Aleksandr Erišov, Aleksandr Fedorov, Sergej Garbuzov, Dmitrij Gorškov, Vitalij Jurčik, Nikolaj Kozlov, Nikolaj Maksimov, Andrej Rekečinski, Dmitrij Stratan, Revaz Čomakidze, Marat Zakirov, Irek Zinnurov |

## Žene
| Mjesto | Država  | Igračice |
| ------ | ------- | --- |
| 1.     | Italija | Carmela Allucci, Alexandra Araujo, Silvia Bosurgi, Francesca Conti, Elena Gigli, Melania Grego, Giusy Malato, Martina Miceli, Maddalena Musumeci, Cinzia Ragusa, Noemi Toth, Manuela Zanchi, Tania di Mario                                              |
| 2.     | Grčka   | Dimitra Asilian, Georgia Ellinaki, Eftychia Karagianni, Angeliki Karapataki, Stavroula Kozompoli, Georgia Lara, Kyriaki Liosi, Antiopi Melidoni, Antonia Moraiti, Evangelina Moraitidou, Anthoula Mylonaki, Aikaterini Oikonomopoulou, Antigoni Roumpesi |
| 3.     | SAD     | Robin Beauregard, Margaret Dingeldein, Ellen Estes, Jacqueline Frank, Natalie Golda, Ericka Lorenz, Heather Moody, Thalia Munro, Nicolle Payne, Heather Petri, Kelly Rulon, Amber Stachowski, Brenda Villa                                               |